# Episodi di My Little Pony - L'amicizia è magica (nona stagione)
La nona e ultima stagione della serie d'animazione My Little Pony - L'amicizia è magica (My Little Pony: Friendship Is Magic) è andata in onda sul canale americano Discovery Family a partire dal 6 aprile 2019. 
La stagione è stata annunciata per la prima volta il 17 febbraio 2018, quando al Toy Fair di New York Hasbro confermò una nona stagione di 26 episodi. Al Toy Fair del 2019 fu annunciato che la nona stagione sarebbe stata anche l'ultima della serie.
In Italia viene trasmessa su Cartoonito dal 6 maggio 2019; il 15 maggio la rete supera la programmazione americana, proponendo sei episodi in prima visione mondiale in lingua italiana.

## Lista episodi
| Ottava stagione |

| Episodio     | Titolo                                | Titolo                            | Prima TV          | Prima TV         |
| # (tot) stag | Italiano                              | Originale                         | Stati Uniti       | Italia           |
| ------------ | ------------------------------------- | --------------------------------- | ----------------- | ---------------- |
| (196) 1      | L'inizio della fine (prima parte)     | The Beginning Of The End - Part 1 | 6 aprile 2019     | 6 maggio 2019    |
| (197) 2      | L'inizio della fine (seconda parte)   | The Beginning Of The End - Part 2 | 6 aprile 2019     | 7 maggio 2019    |
| (198) 3      | Sradicato                             | Uprooted                          | 13 aprile 2019    | 8 maggio 2019    |
| (199) 4      | Il fratello supremo                   | Sparkle's Seven                   | 20 aprile 2019    | 9 maggio 2019    |
| (200) 5      | Perfezione: obiettivo irraggiungibile | The Point Of No Return            | 27 aprile 2019    | 10 maggio 2019   |
| (201) 6      | Un punto d'incontro                   | Common Ground                     | 4 maggio 2019     | 13 maggio 2019   |
| (202) 7      | Il ballo di Yona                      | She's All Yak                     | 11 maggio 2019    | 14 maggio 2019   |
| (203) 8      | La campana stregata                   | Frenemies                         | 18 maggio 2019    | 15 maggio 2019   |
| (204) 9      | Poeta a sorpresa                      | Sweet and Smoky                   | 25 maggio 2019    | 16 maggio 2019   |
| (205) 10     | Il Grande Germoglio                   | Going to Seed                     | 1º giugno 2019    | 17 maggio 2019   |
| (206) 11     | La consulente in crisi                | Student Counsel                   | 8 giugno 2019     | 20 maggio 2019   |
| (207) 12     | Cutie Mark Crusaders per sempre       | The Last Crusade                  | 15 giugno 2019    | 21 maggio 2019   |
| (208) 13     | Sorelle in viaggio                    | Between Dark and Dawn             | 22 giugno 2019    | 22 maggio 2019   |
| (209) 14     | L'ultima risata                       | The Last Laugh                    | 3 agosto 2019     | 9 dicembre 2019  |
| (210) 15     | 2, 4, 6 graaandi                      | 2, 4, 6 Greaaat                   | 10 agosto 2019    | 10 dicembre 2019 |
| (211) 16     | Il Trivial Trot                       | A Trivial Pursuit                 | 17 agosto 2019    | 11 dicembre 2019 |
| (212) 17     | La Festa del Sole d'Estate            | The Summer Sun Setback            | 24 agosto 2019    | 12 dicembre 2019 |
| (213) 18     | Nei panni dell'altro                  | She Talks To Angel                | 31 agosto 2019    | 13 dicembre 2019 |
| (214) 19     | Una nuova amica per Spike             | Dragon Dropped                    | 7 settembre 2019  | 14 dicembre 2019 |
| (215) 20     | Vincere facile                        | A Horse Shoe In                   | 14 settembre 2019 | 15 dicembre 2019 |
| (216) 21     | Ascoltare per capire                  | Daring Doubt                      | 21 settembre 2019 | 16 dicembre 2019 |
| (217) 22     | Crescere è difficile                  | Growing Up Is Hard to Do          | 28 settembre 2019 | 17 dicembre 2019 |
| (218) 23     | La grande proposta di matrimonio      | The Big Mac Question              | 5 ottobre 2019    | 18 dicembre 2019 |
| (219) 24     | La fine della fine - Parte 1          | The Ending of the End - Part 1    | 12 ottobre 2019   | 19 dicembre 2019 |
| (220) 25     | La fine della fine - Parte 2          | The Ending of the End - Part 2    | 12 ottobre 2019   | 20 dicembre 2019 |
| (221) 26     | L'ultimo problema                     | The Last Problem                  | 12 ottobre 2019   | 21 dicembre 2019 |

## Episodi

### The Beginning Of The End - Part 1
- Titolo italiano (Cartoonito): L'inizio della fine (prima parte)
- Regia: Denny Lu & Mike Myhre
- Sceneggiatura: Joanna Lewis & Kristine Songco
- Storyboard: Aynsley King & Melissa Allen

A Twilight, Rarity, Rainbow Dash, Fluttershy, Pinkie Pie ed Applejack viene affidato l'incarico di governare Equestria dopo aver ricevuto la notizia che le principesse Celestia e Luna si ritirano. Di conseguenza, Twilight è subito colta dall'ansia e dalla preoccupazione a causa di questo nuovo compito. Nel frattempo, un antico malvagio chiamato Grogar riunisce Queen Chrysalis, Tirek, Cozy Glow e Re Sombra, proponendo di lavorare insieme per sconfiggere Twilight e le altre. Re Sombra, tuttavia, non accetta ciò, quindi si avventura da solo nell'Impero di Cristallo per riconquistarlo. Sebbene riesca in questo schiavizzando tutti i pony, tra cui Princess Cadence, Shining Armor e la piccola Flurry Heart, arrivano Twilight e le sue amiche e lo sconfiggono facilmente con i loro Elementi. Ripristinata la pace, le Mane 6 ritornano all'Albero dell'Armonia per restituire gli Elementi, il quale viene immediatamente distrutto da Sombra.

### The Beginning Of The End - Part 2
- Titolo italiano (Cartoonito): L'inizio della fine (seconda parte)
- Regia: Denny Lu & Mike Myhre
- Sceneggiatura: Joanna Lewis & Kristine Songco
- Storyboard: Krista Porter & Megan Willis

Re Sombra spiega che il suo piano per riconquistare l'Impero di Cristallo era solo uno stratagemma per ingannare Twilight e le altre nell'attirarle lì quando in realtà ne ha approfittato per trovare e distruggere la fonte dei loro poteri. Le intrappola nella caverna e procede verso Ponyville, controlla la mente di tutti gli abitanti e li manda ad assediare Canterlot. Le Mane 6 riescono a fuggire e si dirigono verso il regno, ma vengono bloccate dalle piante viventi della Everfree Forest. Le principesse Luna e Celestia arrivano al fianco di Starswirl per fare la loro parte nel fermare le piante mentre le protagoniste si dirigono rapidamente verso Canterlot. Affrontano Sombra, ma non sono in grado di contrattaccare senza gli Elementi. Discord appare e neutralizza gli attacchi magici di Re Sombra, ma viene colpito dallo stesso quando cerca di proteggere Fluttershy. Dopo un breve discorso sentimentale di Discord che ricorda alle pony che non hanno bisogno delle principesse o degli Elementi perché rappresentano l'amicizia che non potrà mai essere superata, riescono ad evocare la loro magia dell'amicizia anche senza Elementi. Sombra viene sconfitto e Grogar utilizza il suo fallimento come un avvertimento agli altri malvagi sul decidere se fare le cose a modo loro o meno. Le principesse si congratulano con le sei pony per la loro vittoria e Celestia si scusa per aver cercato di scaricare il loro incarico su di loro così presto, anche se crede che saranno pronte quando sarà il momento giusto.

### Uprooted
- Titolo italiano (Cartoonito): Sradicato
- Regia: Denny Lu & Mike Myhre
- Sceneggiatura: Nicole Dubuc
- Storyboard: Desirae Saimark & Chelsea Woolman

Gli studenti della Scuola dell'Amicizia sono visitati nei loro sogni da una incarnazione di Twilight che dice che l'Albero dell'Armonia ha bisogno di loro. Dopo aver scoperto da Twilight stessa che l'Albero è stato distrutto, decidono di fare qualcosa per ricordarlo. Tuttavia, hanno idee contrastanti per onorare l'Albero che si traducono in un gran caos all'interno della grotta in cui si trovava. Yona esorta gli altri a ricordare l'Albero come la cosa che li ha uniti come amici, e i sei usano i suoi resti per costruire una casa sull'Albero. Con loro grande sorpresa, un nuovo albero spunta verso l'alto dal pavimento della caverna, formando un buco nel soffitto e creando una nuova casa nel Castello delle Due Sorelle. Lo spirito dell'Albero appare davanti a loro, dicendo che la casa sull'albero può servire da rifugio per loro e per le generazioni future, e Twilight comprende che l'Albero è ancora vivo e si adatta per essere qualsiasi cosa di cui Equestria ha bisogno.

### Sparkle's Seven
- Titolo italiano (Cartoonito): Il fratello supremo
- Regia: Denny Lu & Mike Myhre
- Sceneggiatura: Nicole Dubuc & Josh Haber
- Storyboard: Kaylea Chard & Tori Grant

Shining Armor invita Twilight a Canterlot per partecipare alla competizione per diventare "Sibling Supreme", proprio come quando erano piccoli. Avendo implementato una nuova serie di misure di sicurezza per il Castello di Canterlot, egli sfida Twilight a violarle e rubare la corona giocattolo che usavano da piccoli dalla sala del trono. Twilight escogita un piano con i suoi amici, solo che Shining Armor si vanta di averlo già indovinato, così Rarity suggerisce che ogni membro del gruppo faccia l'opposto di quello che si aspetta. Dopo che i piani falliscono, Spike esorta Twilight a portare avanti la sua strategia originale. Raggiungono con successo la sala del trono, solo per trovare Shining Armor, Princess Celestia e Luna che gli impediscono di conquistare la corona. Mentre Shining Armor gongola, Spike rivela improvvisamente di avere la corona, passata a lui da Luna, che aveva segretamente accettato di aiutarlo dopo un disaccordo con Celestia sul miglioramento della sicurezza del castello. Twilight e Shining Armor assegnano la corona a Spike, riconoscendolo felicemente come un fratellino.

### The Point Of No Return
- Titolo italiano (Cartoonito): Perfezione: obiettivo irraggiungibile
- Regia: Denny Lu & Mike Myhre
- Sceneggiatura: Gillian M. Berrow
- Storyboard: Graeme MacDonald & Sidne Marat

Twilight riceve come posta alcuni oggetti della sua infanzia, tra cui un libro della biblioteca di Canterlot che non ha mai restituito. Twilight è preoccupata del fatto di dover per forza pagare delle multe a causa del suo ritardo, ma proprio in biblioteca scopre che la vecchia bibliotecaria non lavora più lì. Twilight, credendo che sia colpa sua, va in giro in tutta Equestria con l'intento di ritrovarla, restituirle il libro e scusarsi, affinché torni a lavorare in biblioteca. Una volta trovata la bibliotecaria la vede felice, ma Twilight pensa che sia solo un modo per mascherare il dolore. Quando Twilight le dice che le farebbe tanto piacere che tornasse in biblioteca, lei rifiuta. In realtà lei ha lasciato la sua carriera da bibliotecaria per fare ciò che voleva veramente. Tornati a Canterlot, Twilight paga la multa dovuta al ritardo della restituzione del libro, e siccome è uscita una nuova edizione, decide di tenerselo per sempre con sé come ricordo.

### Common Ground
- Titolo italiano (Cartoonito): Un punto d'incontro
- Regia: Denny Lu & Mike Myhre
- Sceneggiatura: Josh Haber
- Storyboard: Carrie Momborquette & Dave Wiebe

Durante una visita in un museo, Rainbow Dash ritrova il suo vecchio amico, Quibble Pants. Quest'ultimo ha un problema: da tempo è fidanzato, ma pare abbia dei problemi col stringere un ottimo rapporto con la figlia della sua compagna. Essendo Quibble Pants un pony poco sportivo, viene sottoposto a duri allenamenti, affinché possa far colpo sulla figlia della sua pony speciale, ma senza risultato. Alla fine, la piccola puledra, riesce ad accettare Quibble Pants come nuovo membro della famiglia, nonché fidanzato di sua madre.

### She's All Yak
- Titolo italiano (Cartoonito): Il ballo di Yona
- Regia: Denny Lu & Mike Myhre
- Sceneggiatura: Brian Hohlfeld
- Storyboard: Melissa Allen & Aynsley King

Alla Scuola di Amicizia, Twilight Sparkle annuncia la rinascita di una delle più antiche tradizioni di Ponyville: la Fetlock Fete, una festa di ballo pony centric. Per motivi di inclusività, Twilight ha deciso che tutti i pony e le creature non pony possono partecipare. Sandbar chiede ad Yona di partecipare al contest insieme a lui e lei accetta. Preoccupata di non essere all'altezza, Yona va da Rarity e dalle sue amiche per un cambio di look. Arriva finalmente la gran serata, e Yona si presenta alla festa vestita elegantemente e con un modo di parlare da pony di alta classe. Quest'ultima invita Sandbar a ballare, ma non avendo mai fatto pratica indossando un vestito, inciampa. Dopo un po', la parrucca da lei indossata, le finisce sugli occhi. Yona, nel suo stato di cecità, va fuori controllo e procura un gran caos. Resosi conto del disastro che ha combinato, fugge via in lacrime. Mentre Yona è triste e desolata sulla casa sull'albero, viene raggiunta da Sandbar. Lei, credendo di averlo deluso, non vuole che Sandbar stia lì, ma lui la rassicura dicendole che ha scelto lei come partner della serata perché l'apprezza semplicemente come amica a prescindere da tutto. Tornati a Scuola, Yona e Sandbar vengono annunciati come vincitori del contest per l'esempio che hanno dato di autentica amicizia. 

### Frenemies
- Titolo italiano (Cartoonito): La campana stregata
- Regia: Denny Lu & Mike Myhre
- Sceneggiatura: Michael Vogel
- Storyboard: Nicole Dubuc & Josh Haber

Grogar manda Queen Chrysalis, Tirek e Cozy Glow in una missione quasi impossibile, cioè scalare una montagna per prendere una campana stregata. La missione è difficile perché nessuno è mai riuscito a superare la barriera magica per raggiungere la cima, e Grogar gli da questo compito con lo scopo di insegnarli il lavoro di squadra, per poi sconfiggere Twilight e le sue amiche. I tre servitori di Grogar si mettono in viaggio, ma ognuno vuole lavorare per sé, fallendo miseramente. Quando tutti e tre si ritrovano di nuovo insieme, capiscono che c'è solo una cosa da fare: collaborare tutti e tre insieme in un vero e proprio lavoro di squadra. Una volta raggiunta la cima della montagna Tirek assorbe la magia di Chrysalis per avere più forza nel creare un foro nella barriera, e Cozy Glow che è l'unica in grado di passarci, vola attraverso il foro creato da Tirek e riesce a prendere la campana. Si sono così divertiti nel lavorare assieme, che decidono di mettersi anche contro Grogar; infatti quando tornano nella caverna gli fanno credere di non essere riusciti a prendere la campana.

### Sweet and Smoky
- Titolo italiano (Cartoonito): Poeta a sorpresa
- Regia: Denny Lu & Mike Myhre
- Sceneggiatura: Kim Beyer Johnson
- Storyboard: Anna Latzer, Graeme MacDonald & Desirae Salmark

Smolder ritorna nella Terra dei Draghi con Spike e Fluttershy per aiutare a rallegrare suo fratello, preso di mira dagli altri draghi a causa del suo carattere troppo sensibile. Quando arrivano nella Terra dei Draghi, Spike viene a sua volta preso di mira da Garble e dagli altri draghi, dato che è più piccolo di loro e anche un "mezzo pony" (come viene spesso chiamato dagli altri draghi). Proprio in quel momento, Spike viene raggiunto da Smolder e così scopre che Garble è suo fratello. Spike si chiede come sia possibile che Garble sia sensibile dato il suo atteggiamento da duro, ma Smolder gli confida che dietro quell'atteggiamento da duro, c'è una grossa insicurezza. Nel frattempo, Fluttershy, guidata dalla Signora dei Draghi, scopre un altro problema: le uova di drago non si schiudono. Sarà proprio Spike a scoprire il problema: la terra dove sono state posizionate, è fredda. Infatti alcuni draghi per divertirsi, hanno creato una sauna di lava, ma così facendo hanno privato le uova di calore (necessario per farle schiudere). La Signora dei Draghi fa riunire tutti i draghi vicino alle uova, con la speranza che il loro fiato infuocato possa farle schiudere. Non avendo molto successo, Garble (che è segretamente un poeta), decide di esibirsi in pubblico. Siccome nella Terra dei Draghi, le cose troppo sdolcinate vengono definite roba da "pony", tutti gli altri draghi iniziano a ridere. Il calore delle loro risate, è così forte, che le uova si schiudono. Alla fine, Garble viene accettato all'interno del gruppo, nonostante questa sua "diversità".

### Going to Seed
- Titolo italiano (Cartoonito): Il Grande Germoglio
- Regia: Denny Lu & Mike Myhre
- Sceneggiatura: Dave Rapp
- Storyboard: Kaylea Chard & Tori Grant

È tempo di raccolta delle mele e Apple Bloom diventa ossessionata nel catturare il Grande Germoglio (una creatura magica in grado di far fiorire sempre il raccolto). Per la raccolta si fanno aiutare da Goldie Delicious, che racconta ad Apple Bloom la leggenda del Grande Germoglio. Applejack pensa che ormai sua sorella è grande per queste cose, perciò le dice che c'è bisogno del suo aiuto. Apple Bloom accetta, ma a condizione che se lei aiuta con la raccolta, Applejack deve aiutarla con la cattura del Grande Germoglio. La mattina dopo trovano delle mele sparse nel campo ed Apple Bloom pensa che sia opera del Grande Germoglio, mentre Applejack pensa che sia uno scherzo di Goldie Delicious. La mattina ancora dopo succede la stessa cosa, finché non decidono di passare l'intera notte in bianco per catturarlo. Con grossa delusione scoprono che non era altri che Big Mac, che essendo sonnambulo, sognava di essere il Grande Germoglio. La mattina dopo, Apple Bloom e Applejack trovano le carote sparse nel campo, e siccome Big Mac aveva raccolto solo le mele, capiscono che è opera del Grande Germoglio e così ricominciano la caccia. 

### Student Counsel
- Titolo italiano (Cartoonito): La consulente in crisi
- Regia: Denny Lu & Mike Myhre
- Sceneggiatura: Josh Haber
- Storyboard: Sidne Marat & Chelsea Woolman

Starlight Glimmer è sopraffatta di impegni da consulente scolastica e gli studenti vanno da lei per qualsiasi cosa. Così facendo trascura le sue amiche, in particolare la sua amica Trixie. Proprio quando era il turno di Silvestream, Starlight la caccia in malo modo a causa di tutte le pressioni che Trixie sta facendo su di lei. Nel frattempo tutti gli studenti tornano dalle rispettive famiglie per le vacanze e Starlight, Trixie e Sunburst vengono invitati ad una festa da Maud e Mudbriar (fidanzato di Maud). Proprio mentre sono alla festa, vengono interrotti da Terramar (fratello di Silvestream). In pratica sua sorella è scomparsa. Mentre Starlight Glimmer la cerca dentro la scuola, Terramar la cerca all'esterno, ma non la trovano da nessuna parte. Tutto d'un tratto vedono l'argomento che Silvestream sta studiando, ovvero le cockatrici. I due capiscono che potrebbe essersi addentrata nella Everfree Forest e decidono di andarla a cercare prima che sia troppo tardi. Vengono poi raggiunti dagli altri. Mentre sono nella foresta vengono attaccati da tantissime cockatrici e purtroppo Mudbriar viene pietrificato. Non sapendo più dove guardare, c'è solo un posto dove Silvestream potrebbe trovarsi: la casa sull'Albero. Infatti era lì, in compagnia di una cockatrice che si era fatta amica. Alla fine è proprio la nuova amica di Silvestream, a far tornare Mudbriar alla normalità.

### The Last Crusade
- Titolo italiano (Cartoonito): Cutie Mark Crusaders per sempre
- Regia: Denny Lu & Mike Myhre
- Sceneggiatura: Nicole Dubuc
- Storyboard: Carrie Mombourquette & Dave Wiebe

Scootaloo riceve una lettera in cui c'è scritto che i suoi genitori faranno ritorno a Ponyville. Mentre lei è a scuola fa fatica a concentrarsi, perché non vede l'ora di poter rivedere i suoi genitori. Tutto d'un tratto la scuola viene attaccata da un Rocciadrillo, ma i genitori di Scootaloo irrompono nell'aula e lo catturano. Più tardi offrono un gelato alle Cutie Mark Crusaders e mentre mangiano, i genitori di Scootaloo le dicono che hanno accettato un nuovo lavoro in una cittadina molto lontana da Ponyville e che Scootaloo andrà con loro. Scootaloo è molto triste e non ha nessuna intenzione di andarsene, così le Cutie Mark Crusaders fanno di tutto per far rendere conto ai genitori di Scootaloo che il loro lavoro non avrebbe senso senza di lei, senza molto successo. Poco prima della partenza, tutti i cittadini di Ponyville organizzano una festa in onore delle Cutie Mark Crusaders e di quanto il loro lavoro sia importante. A questa festa, partecipano anche i genitori di Scootaloo e tutti i personaggi che le Cutie Mark Crusaders hanno aiutato durante la serie. Malgrado la loro sofferenza, capiscono che il posto di Scootaloo è a Ponyville. Siccome, la casa ormai è stata venduta, lei andrà a stare dalle sue zie, con la certezza che i suoi genitori andranno spesso a farle visita.

### Between Dark and Dawn
- Titolo italiano (Cartoonito): Sorelle in viaggio
- Regia: Denny Lu & Mike Myhre
- Sceneggiatura: Gail Simone
- Storyboard: Melissa Allen, Aynsley King & Anna Latzer

Luna e Celestia vorrebbero trascorrere dei giorni in vacanza e danno a Twilight e alle sue amiche l'incarico di ricoprire il loro ruolo. Mentre sono via, fanno le cose che hanno sempre sognato, ma avendo dei gusti completamente diversi, finiscono col litigare. Nel frattempo a Canterlot Twilight e le altre sono in difficoltà, finché non capiscono che le Principesse non hanno mai fatto tutto il lavoro da sole, ma organizzano dei comitati organizzativi. Con un sacco di aiutanti, è più facile per loro organizzare tutto. Intanto, Luna e Celestia si rendono conto di non poter stare separate e mentre fanno pace, vedono che nel cielo c'è sia il Sole che la Luna, capiscono così che le Mane 6 sono in difficoltà e tornano a Canterlot per aiutarle.

### The Last Laugh
- Titolo italiano (Cartoonito): L'ultima risata
- Regia: Denny Lu & Mike Myhre
- Sceneggiatura: Michael P. Fox & Wil Fox
- Storyboard: Krista Porter & Megan Willis

Pinkie Pie viene invitata dal suo vecchio amico, il super-pony delle feste Cheese Sandwich, alla "fabbrica dei divertimenti". Alla fabbrica, Pinkie viene accolta dal vice presidente, che gli fa anche da guida. Quando Pinkie Pie incontra finalmente Cheese Sandwich, lo trova tutto solo, triste e al buio: lui ha perso la capacità di ridere e vorrebbe che Pinkie Pie l'aiutasse a fargli tornare il sorriso. Pinkie cerca in tutti i modi di aiutarlo, finché Cheese non riacquista la sua risata.

### 2, 4, 6 Greaaat
- Titolo italiano (Cartoonito): 2, 4, 6 graaandi
- Regia: Denny Lu & Mike Myhre
- Sceneggiatura: Kaita Mpambara
- Storyboard: Graeme MacDonald & Desirae Salmark

Twilight Sparkle informa Pinkie Pie, Fluttershy e Snails che Princess Celestia ha iniziato una lega scolastica di buckball e che vorrebbe che la prima partita di campionato sia tra la sua Scuola e la Scuola di Amicizia. Yona, Ocellus, Smolder, Shimmy Shake e Lighthoof saranno invece le cheerleader allenate da Rainbow Dash. Lei però non è molto contenta di fare l'allenatrice di cheerleader, ma preferirebbe allenare la squadra, facendo in modo che le loro prove siano un fallimento e facendo sì che ogni membro lasci la squadra. Qualche tempo dopo, Rainbow Dash si scusa con loro ed accetta finalmente di allenarle, e il giorno della partita, le cheerleader riescono a fare il loro spettacolo che ottiene un enorme successo.

### A Trivial Pursuit
- Titolo italiano (Cartoonito): Il Trivial Trot
- Regia: Denny Lu & Mike Myhre
- Sceneggiatura: Brittany Jo Flores
- Storyboard: Tori Grant & Anna Latzer

Twilight Sparkle è così eccitata per via di un gioco competitivo di domande e risposte che si tiene a Ponyville. Lei entra in panico quando scopre che Pinkie Pie che non ha mai partecipato prima, ha deciso di partecipare, e per una serie di circostanze,  farà coppia proprio con lei. Con Pinkie che dà continuamente risposte errate, Twilight si dispera perché vorrebbe vincere, e fa in modo che sia Pinkie che Cranky vengano squalificati in modo tale che lei e Sunburst formano una nuova squadra insieme, con grande delusione di Pinkie. Notando lo stato di abbagliamento di Twilight, Sunburst si impegna a rispondere a tutte le seguenti domande e si rifiuta di lasciare rispondere a Twilight, proprio come il modo in cui Twilight ha trattato Pinkie Pie in precedenza, provocando tensione tra i due. Infine, Twilight si scusa con Pinkie Pie per aver lasciato che la sua ossessione per la vittoria ottenga il meglio da lei.

### The Summer Sun Setback
- Titolo italiano (Cartoonito): La Festa del Sole d'Estate
- Regia: Denny Lu & Mike Myhre
- Sceneggiatura: Michael Vogel
- Storyboard: Sidne Marat, Grey White & Chelsea Woolman

Grogar, Cozy Glow, Chrysalis e Tirek escogitano un piano per distruggere Twilight e le sue amiche. Nel frattempo Twilight è impegnata per pianificare l'imminente Festa del Solstizio d'Estate. Intanto Cozy Glow, Chrysalis e Tirek si intrufolano nel castello di Canterlot sotto copertura. Durante i preparativi, Tirek assorbe la magia di alcuni pony terrestri, Cozy Glow cerca di prendersi cura dei cambiamenti meteorologici a modo suo, e Chrysalis cerca di convincere gli unicorni che sono superiori ad altri generi di pony. Alla fine si genera un caos, e le Mane 6 cercano in ogni modo di rimediare. Sistemato il tutto, la Festa del Solstizio d'Estate è un enorme successo.

### She Talks To Angel
- Titolo italiano (Cartoonito): Nei panni dell'altro
- Regia: Denny Lu & Mike Myhre
- Sceneggiatura: Nick Confalone
- Storyboard: Kaylea Chard & Carrie Mombourquette

Angel è frustrato dal fatto che Fluttershy non gli dà tante attenzioni, e fa dei disastri solo per avere la sua attenzione. Essendoci tensione tra i due, decidono di rivolgersi a Zecora per arrivare alla radice dei loro problemi. Fluttershy afferma che Angel la distrae costantemente dai suoi doveri e Angel dice che Fluttershy lo ignora costantemente. Per aiutarli, Zecora dà loro una pozione che gli scambia di corpo. Con le loro identità scambiate, anche i loro compiti lo sono; quindi ora Angel (nei panni di Fluttershy) deve occuparsi del rifugio di animali e Fluttershy (nei panni di Angel) deve semplicemente fare il coniglio. Alla fine sarà un disastro, e solo dopo che capiranno quanto sia difficile essere l'altro, torneranno ognuno nei propri corpi.

### Dragon Dropped
- Titolo italiano (Cartoonito): Una nuova amica per Spike
- Regia: Denny Lu & Mike Myhre
- Sceneggiatura: Josh Haber
- Storyboard: Melissa Allen & Aynsley King

Rarity ben presto si accorge che Spike non ha più tempo per lei, e ogni cosa che gli propone, Spike rifiuta. Rarity, credendo di aver fatto qualcosa di male, decide di scusarsi con Spike, e per farlo, gli spedisce uno scatolone pieno di regali, in segno di scuse. All'ufficio postale, incontra Gabby che le dice che Spike è appena andato via. Quando Spike fa ritorno, Rarity si scusa con lui e Spike non ha la minima idea di cosa si sia scusando. Appena Spike capisce che Rarity ha pensato che lui si fosse offeso per qualcosa soltanto perché non riesce a trovare del tempo per lei, le spiega che in realtà aveva già preso degli impegni con Gabby. Nei giorni successivi, Rarity trova il modo di passare del tempo con Spike, ma le cose sembrano andar male nel momento in cui Gabby, pensa che Spike si sia stufato di lei. Rendendosi conto del guaio che ha combinato, Rarity fa riappacificare Spike e Gabby, ma con la consapevolezza che lui avrà sempre tempo per lei.

### A Horse Shoe In
- Titolo italiano (Cartoonito): Vincere facile
- Regia: Denny Lu & Mike Myhre
- Sceneggiatura: Ariel Shepherd-Oppenheim
- Storyboard: Krista Porter, Grey White & Megan Willis

Alla Scuola di Amicizia, Starlight viene promossa a direttrice da Twilight, ma Trixie è preoccupata che lei poi non avrà più tempo per la loro amicizia. Una Starlight preoccupata di non riuscire a ricoprire l'incarico di direttrice, decide di assumere un vice direttore dopo una lunga selezione. Gli aspiranti sono: Trixie, Big McIntosh, Dr. Hooves, Octavia Melody e Spoiled Rich, ma Trixie è sicura che alla fine, in nome della loro amicizia, sceglierà lei. In tutto dovranno superare tre prove. Man mano alcuni candidati vengono eliminati. Nella fase finale, Trixie per impressionare gli studenti, teletrasporta un pezzo di una foresta nella classe e con essa, anche delle terribili api flash, provocando un caos. Dopo aver fatto evacuare la classe, Starlight se la prende con Trixie dandole dell'incompetente, facendola fuggire in lacrime. Poco dopo però, Starlight capisce grazie a Twilight di aver esagerato con Trixie e va a scusarsi con lei. Alla fine Starlight giunge alla conclusione che Trixie non è adatta al ruolo di vice direttore, così decide di assumere Sunburst come vice direttore e di promuovere Trixie a consulente della scuola.

### Daring Doubt
- Titolo italiano (Cartoonito): Ascoltare per capire
- Regia: Denny Lu & Mike Myhre
- Sceneggiatura: Nicole Dubuc
- Storyboard: Graeme MacDonald & Desirae Salmark

Rainbow Dash scopre che c'è un libro su Daring Do scritto dal Dr. Caballeron, ritraendo Daring Do in maniera negativa. Mentre Rainbow Dash è arrabbiata, Fluttershy pensa che il libro offra preziose informazioni su Caballeron, ed insieme vanno a trovare A. K. Yearling. Ben presto si renderanno conto che i suoi fans sono arrabbiati con lei a causa delle cattiverie scritte nell'altro libro. Rainbow va ad affrontare Caballeron, ma le cose precipitano nel momento in cui Fluttershy si unisce a lui per mettersi alla ricerca del Talismano della Verità. Lui ed i suoi seguaci, hanno sfruttato la gentilezza di Fluttershy per farla volare fino al Talismano. Nel frattempo Rainbow Dash e Daring Do entrano nella grotta dove si trovano per salvare Fluttershy. In realtà il Dr. Caballeron ha usato la bontà di Fluttershy per ingannarla, facendole credere che quell'oggetto l'avrebbe portato in un museo, quando invece voleva tenerselo per sé. Proprio in quel momento, appare Ahuizotl che si mette ad attaccare tutti. Alla fine, grazie alla bontà di Fluttershy, tutti si pentono e decidono di restituire il Talismano della Verità.

### Growing Up Is Hard to Do
- Titolo italiano (Cartoonito): Crescere è difficile
- Regia: Denny Lu & Mike Myhre
- Sceneggiatura: Ed Valentine
- Storyboard: Tori Grant & Anna Latzer

Le Cutie Mark Crusaders sono entusiaste di partecipare alla fiera della contea di Appleloosa, ma non hanno nessun pony adulto che le accompagni. Mentre le Crusaders esprimono il loro disappunto sull'essere piccole, un fiore incantato le trasforma magicamente in pony adulte. Ora possono viaggiare da sole e salgono su un treno sbagliato, quindi invece che finire ad Appleloosa, finiscono a Hayseed Junction. Da lì, decidono di raggiungere Appleloosa a piedi, convinte che essendo adulte possono permetterselo. Una volta arrivate a destinazione, le Cutie Mark Crusaders decidono di provare diverse attrazioni. Ben presto, la fiera diventa un caos, a causa di un animale sbizzarrito. Nel frattempo Twilight e Fluttershy si recano ad Appleloosa in cerca delle Cutie Mark Crusaders scomparse, ma restano sorprese nel vederle adulte. Twilight ha portato con sé il fiore, affinché le Crusaders tornino normali. Una volta tornate puledrine, capiscono che crescere in altezza non significa ragionare da adulte.

### The Big Mac Question
- Titolo italiano (Cartoonito): La grande proposta di matrimonio
- Regia: Denny Lu & Mike Myhre
- Sceneggiatura: Josh Haber & Michael Vogel
- Storyboard: Sidne Marat & Chelsea Woolman

Big Mac ha intenzione di chiedere a Sugar Belle di sposarlo, e così ha deciso di creare un'atmosfera romantica su di una collina. Per rendere la cosa davvero speciale, ha raccolto delle mele da spargere per tutta la città, con sopra dei bigliettini affinché Sugar Belle le trovi e legga i suggerimenti per raggiungere Big Mac. Spike e Discord si offrono volontari per aiutarlo, ma come sempre, Discord finisce per fare un disastro, trasformando le normalissime mele, in mele viventi. All'improvviso a Ponyville si genera il caos, finché Discord non mette fine a tutto questo. Con la sorpresa ormai rovinata, Big Mac si scusa con Sugar Belle ed entrambi chiedono all'altro di sposarlo. Alla fine, Big Mac e Sugar Belle, convolano a nozze.

### The Ending of the End - Part 1
- Titolo italiano (Cartoonito): La fine della fine (prima parte)
- Regia: Denny Lu & Mike Myhre
- Sceneggiatura: Nicole Dubuc
- Storyboard: Kaylea Chard & Carrie Mombourquette

Queen Chrysalis, Lord Tirek e Cozy Glow usano la campana stregata, recuperata nell'ottavo episodio, per amplificare i loro poteri affinché riescano a distruggere Equestria, e per prosciugare tutta la magia di Grogar, che poi si rivela essere Discord sotto mentite spoglie. Nel frattempo, a Canterlot sono in corso i preparativi dell'incoronazione di Twilight come sovrana di Equestria, e lei decide di nominare Spike come suo consigliere reale per ringraziarlo di tutto ciò che lui ha fatto per lei nel corso degli anni. Anche il resto delle Mane 6 sono occupate nei preparativi, ma si rendono conto che i pony sono ostili nei loro confronti. Subito dopo, Discord spiega la situazione e Twilight perde completamente fiducia in sé stessa. Subito dopo, ordina a Spike di spedire dei telegrammi ad ogni parte del regno, per avvisare gli abitanti di Equestria del pericolo. Infatti dopo un po' Equestria viene attaccata da quest'alleanza malvagia.

### The Ending of the End - Part 2
- Titolo italiano (Cartoonito): La fine della fine (seconda parte)
- Regia: Denny Lu & Mike Myhre
- Sceneggiatura: Michael Vogel
- Storyboard: Melissa Allen, Aynsley King & Grey White

I cattivi imprigionano i pony sconfitti e celebrano la loro vittoria, ma discutono su cosa fare con la magia che hanno rubato. Discord mette in atto uno stratagemma per liberare Starlight Glimmer e quindi liberare gli altri pony catturati. Lei, Princess Celestia, Princess Luna e Discord impegnano i cattivi mentre il resto delle Mane 6 e Spike scappano alla ricerca di Twilight. La trovano rifugiarsi nell'Impero di cristallo, caduta nella disperazione e senza speranza. Improvvisamente i Windigo ritornano a causa dell'odio tra le razze di pony, provocando un clima gelido. Dopo l'incoraggiamento delle sue amiche, Twilight riacquista la sua fiducia e tornano a Canterlot per affrontare i cattivi. I cattivi sembrano prendere il sopravvento fino a quando un gigantesco esercito composto da tutti gli alleati delle Mane 6, uniti dagli studenti della Scuola Dell'amicizia, appaiono e aiutano nella battaglia finale. Dopo un ultimo colpo della magia dell'amicizia, i Windigo vengono sconfitti, il potere dei cattivi viene rimosso e vengono trasformati in pietra insieme su suggerimento di Discord. Con Queen Chrysalis, Lord Tirek e Cozy Glow sconfitti, Celestia esprime di essere orgogliosa di Twilight e di essere ufficialmente pronta a governare Equestria. Twilight rimanda l'incoronazione in modo che lei e le sue amiche possano trascorrere un po' di tempo tranquillo dopo la battaglia.

### The Last Problem
- Titolo italiano (Cartoonito): L'ultimo problema
- Regia: Denny Lu & Mike Myhre
- Sceneggiatura: Josh Haber
- Storyboard: Krista Porter, Megan Willis &  Grey White

Poco più di una decina di anni dopo l'incoronazione di Twilight, Equestria non è più abitata solo dai pony, ma da ogni creatura. Princess Twilight, diventata ormai sovrana di Equestria, riceve la visita da parte di una sua studentessa, che ha un problema di amicizia: è troppo presa dai suoi studi che trascura l'importanza di questo sentimento, proprio com'era accaduto all'inizio dei suoi studi alla stessa sovrana Twilight sotto la guida di Princess Celestia in passato. A questo punto, la principessa ripercorre con lei i bei momenti che ha passato con le sue amiche precedentemente e le dice che, anche se non sembrerebbe, non sarebbe mai arrivata a quel punto senza le sue amiche; più precisamente le racconta della sua incoronazione e di quanto sia stato doloroso per lei lasciare Ponyville e ritrasferirsi a Canterlot. Ciò porta a credere alla studentessa che l'incoronazione di Twilight abbia fatto sì che le sue amiche si allontanassero, ma proprio in quel momento il resto delle Mane 6 entra nella sala del trono. Fluttershy, Rainbow Dash, Applejack e Pinkie Pie si sono sposate e quest'ultima ha una figlia; una volta ogni luna esse s'incontrano per governare insieme Equestria. Appena Twilight finisce di raccontare la sua storia, la sua studentessa capisce che le amicizie non siano una perdita di tempo come inizialmente pensava. Alla fine le Mane 6 cantano insieme una canzone che mostra tutti i personaggi incontrati nella serie, infine l'episodio finisce al contrario del modo in cui la serie stessa cominciò, ossia con il libro del primo episodio che si chiude.